# Ptychocroca simplex
Ptychocroca simplex es una especie de polilla de la familia Tortricidae. Se encuentra en Región de Valparaíso, Chile.

## Etimología
El nombre de la especie se refiere a la valva algo simple de los genitales masculinos.